# Église de l'Ascension de Zavoj
Pour les articles homonymes, voir Église de l'Ascension.
L'église de l'Ascension de Zavoj (en serbe cyrillique : Црква Вазнесења Господњег у Завоју ; en serbe latin : Crkva Vaznesenja Gospodnjeg u Zavoju) est une église orthodoxe serbe serbe située à Novi Zavoj, dans la municipalité de Pirot et dans le district de Pirot, en Serbie. Elle est inscrite sur la liste des monuments culturels protégés de la république de Serbie (no SK 470),. 

## Présentation
L'église est constituée d'une nef unique prolongée par une abside et précédée d'un narthex surmonté par un clocher fortement accentué ; elle est dépourvue de dôme Le bâtiment est construit en pierres grossièrement taillées, enduit de plâtre et peint.
Les murs intérieurs de la nef et de l'abside sont ornés de fresques stylistiquement reliées à la peinture de la fin du XVIe siècle.
En 1963, l'église a été inondée après une catastrophe naturelle ; plus tard, le lac Zavoj a été créé et le bâtiment a été englouti dans les eaux ; certaines fresques ont été préservées et sont aujourd'hui conservées pour la plupart au Musée du Ponišavlje à Pirot.